# Maria Dąbrowska (aktorka)
Maria Dąbrowska z d. Ziembińska (ur. 16 lipca 1865 w Warszawie, zm. 3 grudnia 1952 w Łodzi) – polska aktorka teatralna i filmowa.

## Życiorys
Kształciła się w szkole teatralnej Emiliana Derynga. Na scenie debiutowała w 1883 roku w zespole Anastazego Trapszo i Bolesława Kremskiego. W kolejnych latach występowała w Warszawie (w teatrze ogrodowym Nowy Świat) oraz w Lublinie (1885). W latach 1885–1891 była członkinią zespołów teatrów krakowskich, z którymi występowała m.in. w Piotrkowie, Częstochowie, Radomiu (1886), Tarnowie, Przemyślu, Szczawnicy (1887) oraz Stanisławowie (1889). Wówczas to zaczęła specjalizować się w rolach śpiewanych, które przyniosły jej największy rozgłos. W latach 1891–1894 występowała w Poznaniu, gdzie śpiewała w operach i operetkach. W kolejnych latach kariery występowała w Petersburgu (1864-1895), Łodzi (1895-1896), Przemyślu, Krakowie (1897), Częstochowie (1898-1899, 1901), Piotrkowie, Warszawie (teatry ogrodowe Odeon i Wodewil) oraz w Odessie, Charkowie, Jelizawietgradzie i Jekatierynosławiu. W tym czasie wyszła za mąż za aktora Romana Dąbrowskiego i zaczęła używać jego nazwiska. W latach 1901–1908 występowała w Warszawie na deskach Teatru Ludowego, a następnie w zespołach: Towarzystwa Byłych Artystów Teatru Ludowego, teatru Renaissance i teatru na Chmielnej. Potem grała w Płocku (1908) Łodzi (1908-1910, 1911-1912), Wilnie (1910, 1912-1913), Warszawie (lato 1911) oraz Poznaniu (1913-194). Lata I wojny światowej spędziła w Lublinie, by po zakończeniu walk przenieść się do Warszawy, gdzie występowała w teatrzykach Oaza i Sfinks (1917-1918). Następnie grała w krakowskim Teatrze Bagatela (1919-1922) oraz w Toruniu (1922-1924), Katowicach (1924-1926) oraz Łodzi (1927-1933). Lata 1933–1936 spędziła ponownie w Warszawie (teatry: Nowa Komedia, Aktora, Wielka Rewia), by – wobec brak stałego angażu – powrócił do Łodzi, gdzie grała m.in. w Teatrze Kameralnym.
Podczas II wojny światowej przebywała w stolicy, grając w jawnych teatrach: Komedia i Miniatury. Po 1945 roku ostatecznie przeniosła się do Łodzi, gdzie występowała (z czasem coraz bardziej sporadycznie) w Teatrze Wojska Polskiego oraz w Teatrze Nowym.
Była matką Mariana Dąbrowskiego – aktora i śpiewaka.
Została pochowana w części rzymskokatolickiej Starego Cmentarza w Łodzi.

## Filmografia
- Mów do mnie jeszcze (1922) – producent
- Świat bez granic (1931) – obsada aktorska (Malinowska)
- Tajemnica panny Brinx (1936) – obsada aktorska (Anna, piastunka Wandy)
- Mały marynarz (1936) – obsada aktorska
- Za wami pójdą inni (1949) – obsada aktorska (matka Pietrka)
- Dom na pustkowiu (1949) – obsada aktorska

## Role teatralne
wybrane sztuki:
- Oko za oko (Adolf Starkman) jako Ziutka, reżyseria: Edmund Gasiński, Teatr Nowoczesny, Warszawa - 9 III 1917 r.
- Zakochani (G. Caillavet, R. Flers) jako p. Sergent, reżyseria: Zygmunt Noskowski, Teatr Bagatela, Kraków - 11 V 1920 r.
- Pan poseł (Mieczysław Fijałkowski) jako Barbara, reżyseria: Franciszek Wysocki, Teatr Bagatela, Kraków - 2 VI 1920 r.
- Panna Flute (Georges Berr, Louis Verneuil) jako p. de la Ruelle, reżyseria: Konstanty Tatarkiewicz, Teatr Miejski, Łódź - 23 IX 1927 r.

## Ordery i odznaczenia
- Złoty Krzyż Zasługi (23 kwietnia 1938)[3]